# Record Collection
Record Collection és una agència d'entreteniment musical i creatiu, propietat de Jordan Tappis i David Sardy, amb seu a Venice, Califòrnia (EUA). El catàleg de Record Collection inclou música d'artistes com l'ex-guitarrista dels Red Hot Chili Peppers John Frusciante, The Walkmen, MURS, Blake Mills, The Cubical i Dawes.

## Publicacions i projectes
Entre el juny de 2004 i el febrer de 2005, la discografia va publicar una sèrie de sis àlbums de John Frusciante. Un dels àlbums, Automatic Writing, fou publicat sota el nom del grup Ataxia (compost per John Frusciante, Joe Lally i Josh Klinghoffer). L'àlbum A Sphere in the Heart of Silence fou publicat conjuntament amb en Josh Klinghoffer. Cada un dels àlbums mostra una cara diferent de l'estil musical d'en Frusciante, des de rock cru (Inside of Emptiness) al pop (DC EP) i fins i tot música electrònica (A Sphere in the Heart of Silence). L'any 2007, Record Collection publicà la continuació d'Automatic Writing per Ataxia, titulat AW II.
El mateix any, va publicar la banda sonora de Spider-Man 3, que inclou música d'artistes com The Flaming Lips, The Killers i els Yeah Yeah Yeahs.
El 2009, Record Collection publicà l'aclamat àlbum The Empyrean de John Frusciante, així com àlbums de Blake Mills, els Cubical i Dawes.
El 2010, publicà la banda sonora de Wreckage of my Past, un film documental que fa una crònica de la vida d'Ozzy Osbourne.

## Artistes
- Simon Dawes
- Blake Mills
- 21 - Motion Picture Score
- Dan Malloy
- Dawes
- Kate Earl
- Hot Hot Heat
- John Frusciante / Ataxia
- MURS
- Ozzy Osbourne Soundtrack
- The Walkmen
- Wassup Rockers
- The Cubical
- Mt. Egypt
- Brother Reade